# Thơ một xu một bài
Thơ một xu một bài (tiếng Anh: Pomes Penyeach) là tên một tập thơ tình gồm 13 bài của nhà văn, nhà thơ Ai-len James Joyce, tiếp sau tập thơ Nhạc thính phòng (Chamber Music) đã in năm 1907. Những bài thơ trong tập này được viết trong khoảng thời gian 20 năm, từ 1904 đến 1924 và được xuất bản ngày 7 tháng 7 năm 1927 bởi Shakespeare and Co với giá bán một shilling (mười hai penny). Lúc đầu Joyce có ý định chỉ in 12 bài và định giá 1 đồng, nghĩa là mỗi bài một xu nhưng sau đó ông quyết định thêm vào một bài (Tilly). Tilly – nghĩa là thêm vào, hiểu theo cách nói của người thời nay thì đây là bài khuyến mại.
Tên tập thơ Pomes Penyeach là cả một câu chuyện dài, nhưng nếu nói một cách ngắn gọn thì đây là cách chơi chữ của James Joyce. Từ Pomes có thể hiểu theo tiếng Anh là Poems (Thơ), và cũng có thể hiểu theo tiếng Pháp là Pommes (Táo). Bởi vậy tên của tập thơ này có thể dịch là Thơ một xu một bài hoặc Táo một xu một quả.

## Nội dung tập thơ
Tập thơ gồm 13 bài sau đây:
- Tilly (Dublin, 1904, tên lúc đầu là "Cabra")
- Watching the Needleboats at San Sabba (Trieste, 1912)
- A Flower Given to My Daughter (Trieste, 1913)
- She Weeps over Rahoon (Trieste, 1913)
- Tutto è sciolto (Trieste, ngày 13 tháng 7 năm 1914)
- On the Beach at Fontana (Trieste, 1914)
- Simples (Trieste, 1914)
- Flood (Trieste, 1915)
- Nightpiece (Trieste, ngày 22 tháng 1 năm 1915)
- Alone (Zurich,1916)
- A Memory of the Players in a Mirror at Midnight (Zurich, 1917)
- Bahnhofstrasse (Zurich, 1918)
- A Prayer (Paris, 1924)

Tập thơ mỏng này (toàn bộ chưa đầy 1000 từ) đã chứng tỏ một sức sống mãnh liệt theo thời gian. Một số bài (đặc biệt là "Tilly", "Bông hoa tặng cho con gái tôi", "Trên bãi biển ở Fontana", "Bahnhofstrasse") vẫn liên tục xuất hiện trong các tuyển tập thơ cho đến tận ngày nay.
Tập thơ này đã được Hồ Thượng Tuy dịch sang tiếng Việt.